# Andrena hondoica
Andrena hondoica är en biart som beskrevs av Hirashima 1962. Andrena hondoica ingår i släktet sandbin, och familjen grävbin. Inga underarter finns listade i Catalogue of Life.